# Upploppen i Husby, Stockholm, 2013
Upploppen i Husby 2013 bröt ut under kvällen söndagen den 19 maj 2013 i Husby i Stockholm, då ungdomar satte minst 100 fordon i brand. Upploppen fortsatte under ytterligare fem nätter, och oroligheter spred sig till andra delar av Stockholm och även till städerna Borlänge, Falun, Gävle, Linköping, Lysekil, Växjö, Västerås, Umeå och Örebro.

## Bakgrund
Upploppen började med att flera bilar sattes i brand och att poliser som kom till platsen utsattes för stenskastning och stora skador i Husby centrum. Dagen efter skickade ungdomsorganisationen Megafonen ut ett pressmeddelande där man menade att upploppen var kopplade till ett polisingripande en vecka tidigare där en knivbeväpnad 69-årig man i Husby sköts till döds. Megafonens bedömning förmedlades av ett flertal större medier. En som avfärdade denna teori var kriminologen Jerzy Sarnecki, som i Aftonbladet menade att det var "i bästa fall en förevändning". Han menade att denna typ av händelser nästan alltid har sin grund i ett legitimt missnöje med sådant som utbildning och arbetslöshet och att våldsbenägna och kriminella personer plockar upp missnöjet och riktar det mot polisen. En rad andra forskare från universitet i Sverige och Storbritannien pekar på liknande händelser i andra europeiska städer och pekar på att social segregation, ojämlikhet och strukturell diskriminering har skapat en "delad stad" där staten har dragit sig tillbaka från utsatta områden.

## Händelseförloppet i Husby

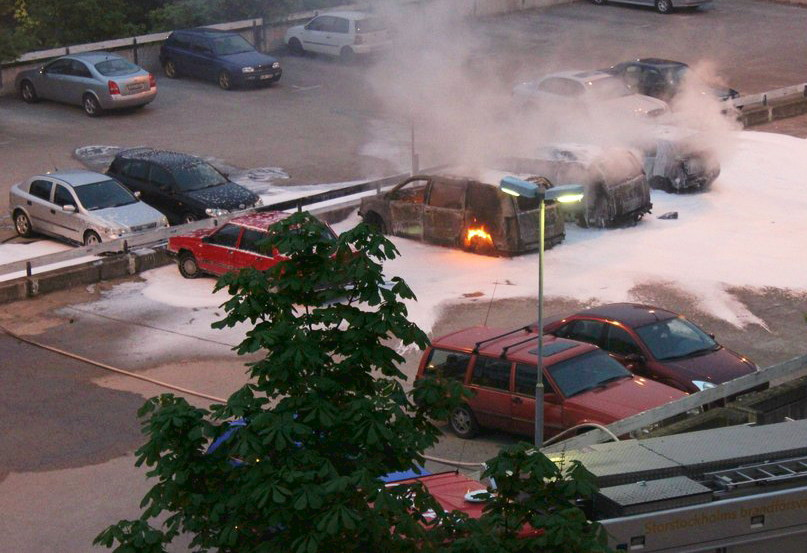
Brinnande bilar, 20 maj 2013.

Natten innan oroligheterna inleddes på i Husby den 19 maj hade cirka 14-15 ungdomar i Brandbergen (södra Stockholm) omringat två poliser framför Brandbergen Centrum vid midnatt. Dessa två poliser blev spottade på, hotade och attackerade med stenar och grus i flera minuter tills det anlände förstärkning från andra patruller. De nya patrullerna som anlände, bestående av fyra polisbilar, vågade inte ingripa än på dom aggressiva ungdomarna utan inväntade ytterligare förstärkning. Till slut samlades hela Södertörns poliskår på cirka 40-50 poliser innan man vågade rycka in mot dom aggressiva ungdomarna som redan under tiden hade slagit sönder lokaler, bilar, fönstren och delar av Brandbergen Centrum. Dagen efter i Husby satte ungdomar bilar i brand, och mer än 100 bilar brandskadades. Även Husby centrum vandaliserades och ett garage eldhärjades vilket framtvingade evakuering av närboende. Polisen tillkallades vid 22-tiden och möttes av stenkastning vilket skadade tre poliser. Vid 05.30 morgonen därpå var det åter lugnt. Polisen uppskattade att det varit 50-60 ungdomar inblandade, dock skedde inga gripanden denna natt.
Oroligheterna fortsatte följande kväll, måndagen den 20 maj. Elva bilar och fyra containrar sattes i brand och stenkastning skedde mot polis och räddningstjänst. Sju poliser skadades. Polisen uppskattar att det varit 50 till 100 personer inblandade, några så unga som 12-13 år, men huvuddelen var äldre. Vid 4-tiden morgonen därpå hade lugnet återställts. Sju personer i åldern 15-19 häktades, varav två släpptes och en visade sig vara underårig.
De följande nätterna var det mindre oroligt och den 24 maj ansågs läget i Husby vara helt under kontroll

## Händelseförloppet i övriga Stockholm och Sverige
Kvällen måndagen den 20 maj uppstod också oroligheter i södra Stockholm, det var dock oklart om det fanns något samband med oroligheterna i Husby. Även i Fittja, Rågsved, Kista, Rinkeby och Tensta förekom oroligheter.
Till kvällen tisdagen den 21 maj hade oroligheterna spritt sig till Bredäng, Edsberg, Flemingsberg, Norsborg och 
Skarpnäck. Trettio bilar sattes i brand och polisstationen i Jakobsberg samt köpcentrumet där vandaliserades. Vid 3-tiden morgonen därpå var det åter lugnt. Åtta personer häktades.
På kvällen den 22 maj sattes ett stort antal bilar i brand. I Rågsved antändes polisstationen och i Hagsätra attackerades polisen vid 22-tiden och en polis blev skadad. I Skogås antändes en restaurang och brandmännen attackerades med stenar.
Vid 20-tiden den 23 maj kallades polisen till Rinkeby där fem bilar satts i brand. Ungdomar hade även kastat sten och flaskor på Vällingby tunnelbanestation som krossade fönster på flera tunnelbanetåg och de hotade personalen innan de lämnade stationen. Efter midnatt rapporterades flera mindre bränder i Tensta och Farsta. Åtminstone två skolor, en polisstation och 15 bilar eldhärjades. 13 personer häktades under natten och morgonen.
Till kvällen fredagen den 24 maj hade situationen lugnat ner sig i Stockholm. Föräldrar och frivilliga patrullerade gatorna i de oroliga förorterna.
Samtidigt den 24 maj hade oroligheter blossat upp i andra delar av Sverige, som i Vivalla i Örebro.
24 maj brändes Kista Montessoriskola ner till grunden.
Helgen den 25-26 maj var det mestadels lugnt i Stockholm.
På kvällen måndagen den 27 maj brann ett antal bilar i Lysekil.
Tisdagen den 28 maj rapporterade polisen att oroligheterna var över.

### Skador
Uppskattningsvis eldhärjades 150 bilar och de totala kostnaderna för förstörelsen uppskattades till 63 miljoner kronor.

## Reaktioner
Statsminister Fredrik Reinfeldt höll den 21 maj en presskonferens där han menade att upploppens kärna var "en grupp arga män som tror på våldsanvändning". Han sa också att "det är viktigt att säga att vi måste alla hjälpas åt för att få lugn" samt att "Husbyborna måste få tillbaka sin stadsdel".
Storbritanniens utrikesministerium, Foreign and Commonwealth Office, utfärdade en rekommendation om att undvika folksamlingar i de drabbade områdena. USA:s ambassad i Stockholm avrådde den 22 maj amerikaner att besöka Husby. Nederländernas utrikesministerium meddelade 25 maj 2013 att de avrådde sina medborgare från att besöka Brandbergen, Husby, Tensta, Hagsätra, Kista, Rinkeby, Rågsved, Skogås, Fittja, Älvsjö, Vällingby, Jordbro och Södertälje. Däremot varnade Nya Zeelands UD enbart för Brandbergen, Husby, Hagsätra, Rågsved, Skogås och Södertälje.

## Motreaktion
Helgen den 24 till 25 maj samlades i Tumba en gruppering på 50-60 personer av kraftigt brottsbelastade fotbollshuliganer och högerextremister, för att agera ”medborgargarde”. Medborgargardet som hade samlats i Tumba gav sig på ett 15-tal ungdomar. En av ungdomarna, en 15-årig kille, hade kryckor och kunde inte springa iväg. Han slogs blodig av medborgargardet och fick föras till sjukhus, enligt två vittnen. Polisen var på plats, men enligt vittnen så ingrep de inte, enligt Dagens Arena.
Vid Hornstull slogs den egyptisk-svenska aktivisten och nätverksteknikern Mina Naguib ner av nazister framför Dagens Arena. ”Medborgargardet” stöttades av nästan 9 000 personer på deras Facebooksida och politiker från Svenskarnas parti fanns representerade i Facebook-gruppen, framför också Dagens Arena.

## Analys
Stockholmshistorikern Mats Berglund anser att det är slående hur lika uttryck och mekanismer bakom upploppen i förorterna 2013 är tidigare upplopp i Stockholms fattigkvarter, allt sedan Södermalmsupploppet 1719.  Korrelationen mellan fattigdom och kriminalitet har i alla samhällen varit signifikant.
Kriminologen Jerzy Sarnecki beskriver upploppen som ett illegitimt uttryck för ett legitimt missnöje med arbetslöshet, utbildningsproblem och polisen bland många av upploppsmakarna. De värsta och tillresande slagskämparna motiveras enligt Sarnecki av att slåss mot polisen är roligt och viktigt för dem snarare än av politiska motiv. Av 16 gripna upprorsmän var 13 kända av polisen sedan tidigare.
Eva Andersson, docent i kulturgeografi, menar att hennes forskning visar att denna typ av upplopp inträffar där det bor många unga, där många föräldrar har försörjningsstöd och där det råder stor boendesegregation (vilket hon definierar som områden där utrikes födda sällan har kontakt med majoritetsbefolkningen).
Forskare från socialvetenskapliga institutioner menade i en opinionsartikel den 1 juni att sakförhållanden i Husby varit detsamma vid andra välkända upplopp, exempelvis Parisupploppen 2005, kravallerna i Grekland 2008 och kravallerna i England 2011. Alla har de att göra med socialt segregerade, urbana miljöer där en djup social ojämlikhet har tagit sig ett rumsligt uttryck i form boendesegregation och att polisens inblandning i dödsfall varit den tändande gnistan i alla dessa fall. De menar även att vi måste se upploppen mot bakgrunden av att skillnaderna mellan de ekonomiska förutsättningarna för människorna i vissa förorter och andra bostadsområden och orter i Sverige har ökat de senaste decennierna. Som åtgärd krävde de att staten skulle tillsätta en "Husbykommitté" med uppdrag att utreda händelserna före och efter kravallerna, inklusive polisens agerande, samt att grundligt analysera den kritiska sociala situation som den svenska förortsbefolkningen befinner sig i.

## Efterspel
I samband med kravallerna skadades 32 poliser. Arm-, ben- och bröstskydd saknades för vissa grupper av poliser under händelserna. Kostnaden för polisens insats landar på cirka 10 miljoner, vilket är fem gånger mer än en vanlig vecka. Brandförsvaret räknar med att deras insats har kostat en miljon, vilket är 100.000 kronor extra för varje dygn som insatsen pågick. Många av dem som drabbades av bilbränderna saknade en försäkring som täckte deras kostnader.
Den 31 maj hölls en extrainsatt riksdagsdebatt med anledning av de nyligen uppblossade kravallerna och integrationsminister Ullenhag besökte Husby den 24 juni.
Den 27 maj hade 44 personer gripits, 17 anhållits och en person häktats. Dessutom hade fem ungdomar omhändertagits enligt Lagen om vård av unga (LVU). Den första domen efter kravallerna i Husby avkunnades den 4 juli. Domen gällde en 26-årig man som den 29 maj satte två bilar i brand. Han dömdes för grov skadegörelse.
En förundersökning mot den polis som sköt den knivbeväpnade mannen i Husby till döds inleddes i maj men lades ned i augusti 2013 med motiveringen att skottet hade avlossats i nödvärn. Förundersökningen togs åter upp i oktober 2013 men lades åter igen ner i juli 2014.